# Kyle Smith
Kyle Smith (ur. 9 lipca 1992 w Guildtown) – szkocki curler i rolnik, uczestnik igrzysk olimpijskich 2018.
Jest skipem w swojej drużynie.

## Życie prywatne
Kyle Smith jest synem curlera Davida Smitha, mistrza świata z 1991. Jego brat Cameron oraz siostra Mili również zostali curlerami i reprezentowali Wielką Brytanię na arenie międzynarodowej.

## Wyniki
- igrzyska olimpijskie
  - Pjongczang 2018 – 5. miejsce
- mistrzostwa Europy
  - 2015 – 5. miejsce
  - 2017 – 2. miejsce
- mistrzostwa świata juniorów
  - 2014 – 2. miejsce